# Idrinskoje
Idrinskoje (ros. Идринское) – wieś (sieło) w Rosji, w Kraju Krasnojarskim, ośrodek administracyjny rejonu idrińskiego. W 2010 liczyła 5135 mieszkańców.